# بورکی ویلکیه (استان اوپوله)
بورکی ویلکیه (استان اوپوله) (به لهستانی:  Borki Wielkie) یک روستا در لهستان است که در گمینا اولسنو (استان اوپوله) واقع شده‌است. بورکی ویلکیه ۱٬۰۰۰ نفر جمعیت دارد.